# Getande haarmuts
Getande haarmuts (Orthotrichum scanicum) is een soort uit het geslacht haarmuts (Orthotrichum).

## Determinatie
De kleine planten hebben opvallend grote, weinig-behaarde huikjes. De bladen zijn droog zwak gebogen of gedraaid (net als O. rogeri) en het kapsel heeft smalle ribben (net als O. patens) en 16 endostoomsegmenten. De tandjes aan de bladtop zie je alleen onder de microscoop. Orthotrichum tenellum heeft ook wel eens tanden aan het bladtuitje, maar verschilt o.a. door de vele broedkorrels op de bladeren, de brede kapselribben en de talrijke huidmondjes op de basis van het kapsel.

## Ecologie
De soort is bekend van boomschors. Hij is bekend van wilg of populier, soms van eik. 

## Verspreiding
De Getande haarmuts staat op de Europese rode lijst in de categorie 'bedreigd'. Orthotrichum scanicum is Europees bezien een zuidelijke, warmteminnende soort. In Nederland is het een zeldzame soort. Orthotrichum scanicum is voor het eerst in 1987 verzameld in de Biesbosch. Anno 2007 werd de soort af en toe gevonden, vooral in het zuiden van het land.